# Kojetín I-Město
Kojetín I-Město je název městské části, část obce Kojetín v okrese Přerov. V roce 2011 v ní žilo 5858 obyvatel a nacházelo se v ní 1252 domů.